# Red Perkins (Countrysänger)
Red Perkins (* 3. August 1920; † 15. August 1990) war ein US-amerikanischer Countrysänger. Perkins war bekannt für verschiedenen Titel bei King Records.

## Karriere
Red Perkins, ebenso wenig verwandt mit dem Jazz-Trompeter Red Perkins wie mit Carl Perkins, bleibt bis heute mehr oder weniger ein Rätsel innerhalb der Country-Musik, da kaum etwas über ihn bekannt ist. Perkins tauchte erstmals 1947 in der Country-Szene auf, als er begann, als Sänger für Paul Howard in dessen Western-Swing-Band, den Arkansas Cotton Pickers, zu arbeiten. Dieser Gruppe gehörte er bis 1949 an, führte aber gleichzeitig auch eine eigene Karriere.
1949 und 1950 war Perkins über WLW aus Cincinnati, Ohio, zu hören (zeitweise auch mit Hoppy Hopkins) und hatte bereits 1948 mit Howard und den Arkansas Cotton Pickers seine ersten Aufnahmen für das in Cincinnati ansässige Label King Records gemacht; die Aufnahmen erschienen zu diesem Zeitpunkt aber noch unter Howards Namen. 1949 gab das Label Perkins die Chance, seine ersten Solotitel einzuspielen und im Mai desselben Jahres hielt Perkins im King Recording Studio seine erste Session ab. Im November 1949 sowie im Laufe des Jahres 1950 folgten weitere Sessions, die Titel seines letzten Studiobesuches wurden auf Kings Sublabel DeLuxe Records junter dem Namen Red Perkins and his Kentucky Redheads veröffentlicht. Im März 1950 spielte Perkins als Sänger mit Paul Howard und dessen Band im KWKH Studio in Shreveport, Louisiana, ebenfalls noch einige Titel ein.
Unter Perkins’ Aufnahmen für King befanden sich Songs wie A Long Necked Bottle, Hoe Down Boogie oder Aggravating Lou from Louisville, jedoch fand keine seiner Singles den Weg in die Charts, was nicht zuletzt an der schlechten Vermarktung des Labels lag. Was Perkins danach tat, ist ungewiss. 

## Diskographie
Stücke mit Paul Howards’ Arkansas Cotton Pickers sind nicht enthalten.
| Jahr           | Titel                                                                             | #    | Anmerkungen               |
| -------------- | --------------------------------------------------------------------------------- | ---- | ------------------------- |
| King Records   |                                                                                   |      |                           |
| 1949           | Aggravatin’ Lou from Louisville / Hoe Down Boogie                                 | 792  |                           |
| 1949           | Too Long / I Know Better Know                                                     | 823  |                           |
| 1950           | I Hate You / Crocodile Tears                                                      | 836  |                           |
| 1950           | One at a Time / I’m So Happy I Could Cry                                          | 850  |                           |
| 1950           | Big Blue Diamonds / Rag Man Boogie                                                | 903  |                           |
| 1951           | I’m Gonna Rush Right Down to Macon / A Long-Necked Bottle (and a Big Water Glass) | 920  |                           |
| DeLuxe Records |                                                                                   |      |                           |
| 1951           | One Has My Name (The Other Has My Heart) / I Live the Life I Love                 | 5047 | mit den Kentucky Redheads |
| 1951           | You’ll Gonna Regret It All Someday / Someday You’ll Call My Name                  | 5052 | mit den Kentucky Redheads |